# Varje timme, varje dag vilja, krafter, Herre, tag
Varje timme, varje dag vilja, krafter, Herre, tag är en körsång som enligt Frälsningsarméns sångbok 1990 är författad och komponerad av Edward H Joy medan Frälsningsarméns sångbok 1968 anger Sidney E. Cox som upphovsman.

## Publicerad i
- Frälsningsarméns sångbok 1968 som nr 81 i körsångsdelen under rubriken "Helgelse".
- Frälsningsarméns sångbok 1990 som nr 804 i körsångsdelen under rubriken "Helgelse".